# Islande aux Jeux olympiques d'hiver de 2026
L'Islande participera aux Jeux olympiques d'hiver de 2026 à Milan et Cortina d'Ampezzo, en Italie, du 6 au 22 février 2026.

## Délégation
Voici la liste du nombre de concurrents participant aux Jeux par sport/discipline.
| Sport       | Hommes | Femmes | Total |
| ----------- | ------ | ------ | ----- |
| Ski alpin   | 1      | 1      | 2     |
| Ski de fond | 1      | 1      | 2     |
| Total       | 2      | 2      | 4     |

## Résultat

### Ski alpin
L'Islande a qualifié jusqu'à présent un skieur alpin masculin et une skieuse alpine grâce au quota de base,.
| Athlète | Épreuve | 1re manche | 1re manche | 2e manche | 2e manche | Finale | Finale |
| Athlète | Épreuve | Temps      | Rang       | Temps     | Rang      | Temps  | Rang   |
| ------- | ------- | ---------- | ---------- | --------- | --------- | ------ | ------ |
|         |         |            |            |           |           |        |        |

| Athlète | Épreuve | 1re manche | 1re manche | 2e manche | 2e manche | Finale | Finale |
| Athlète | Épreuve | Temps      | Rang       | Temps     | Rang      | Temps  | Rang   |
| ------- | ------- | ---------- | ---------- | --------- | --------- | ------ | ------ |
|         |         |            |            |           |           |        |        |

### Ski de fond
L'Islande a qualifié jusqu'à présent un skieur de fond masculin et une skieuse de fond féminine grâce au quota de base,. Cependant, au 29 avril 2025, aucune athlète féminine ne s'est encore qualifiée pour remplir le quota de base.
| Athlète | Épreuve | Classique | Classique | Libre | Libre | Total | Total |
| Athlète | Épreuve | Temps     | Rang      | Temps | Rang  | Temps | Rang  |
| ------- | ------- | --------- | --------- | ----- | ----- | ----- | ----- |
|         |         |           |           |       |       |       |       |
|         |         |           |           |       |       |       |       |

| Athlète | Épreuve | Qualification | Qualification | Quart de finale | Quart de finale | Demi-finale | Demi-finale | Finale | Finale |
| Athlète | Épreuve | Temps         | Rang          | Temps           | Rang            | Temps       | Rang        | Temps  | Rang   |
| ------- | ------- | ------------- | ------------- | --------------- | --------------- | ----------- | ----------- | ------ | ------ |
|         |         |               |               |                 |                 |             |             |        |        |
|         |         |               |               |                 |                 |             |             |        |        |